# Liste des codes IATA des aéroports/P
Liste des codes IATA des aéroports internationaux.
Le code de deux lettres qui suit la ville est la subdivision du pays (région, État…) selon la norme ISO 3166-2.
- A
- B
- C
- D
- E
- F
- G
- H
- I
- J
- K
- L
- M
- N
- O
- P
- Q
- R
- S
- T
- U
- V
- W
- X
- Y
- Z

- Haut – PA
- PB
- PC
- PD
- PE
- PF
- PG
- PH
- PI
- PJ
- PK
- PL
- PM
- PN
- PO
- PP
- PQ
- PR
- PS
- PT
- PU
- PV
- PW
- PX
- PY
- PZ

## PA
- PAA – Pa-An, Birmanie
- PAB – Bilaspur, Inde
- PAC – Aéroport international Albrook Marcos A. Gelabert de Panama, Panama
- PAD – Aéroport de Paderborn-Lippstadt, Allemagne
- PAE – Aéroport du Paine Field, Washington, États-Unis
- PAF – Pakuba, Ouganda
- PAG – Pagadian, Philippines
- PAH – Paducah (Barkley), Kentucky, États-Unis
- PAI – Pailin, Cambodge
- PAJ – Parachinar, Pakistan
- PAK – Hanapepe (Port Allen), Hawaï, États-Unis
- PAL – Palanquero, Colombie
- PAM – Tyndall Air Force Base, Floride, États-Unis
- PAN – Pattani, Thaïlande
- PAO – Aéroport du comté de Santa Clara, Californie, États-Unis
- PAP – Aéroport international Toussaint Louverture, Port-au-Prince, Haïti
- PAQ – Palmer, Alaska, États-Unis
- PAR – Paris (Aire métropolitaine), France
- PAS – Aéroport de Paros, Grèce
- PAT – Aéroport de Patna, Inde
- PAU – Pauk, Birmanie
- PAV – Aéroport de Paulo Afonso, Bahia, Brésil
- PAW – Pambwa, Papouasie-Nouvelle-Guinée
- PAX – Aéroport de Port-de-Paix, Haïti
- PAY – Pamol, Sabah, Malaisie
- PAZ – Aéroport national El Tajín, Mexique

## PB
- PBA – Point Barrow, Alaska, États-Unis
- PBB – Paranaíba, Mato Grosso, Brésil
- PBC – Aéroport international de Puebla, Mexique
- PBD – Aéroport de Porbandar, Gujarat, Inde
- PBE – Puerto Berrío, Colombie
- PBF – Pine Bluff (Grider Field), Arkansas, États-Unis
- PBG – Aéroport international de Plattsburgh, New York, États-Unis
- PBH – Aéroport international de Paro, Bhoutan
- PBI – Aéroport international de Palm Beach, Floride, États-Unis
- PBJ – Paama, Vanuatu
- PBK – Pack Creek, Alaska, États-Unis
- PBL – Bartolome Salom, Venezuela
- PBM – Aéroport international Johan Adolf Pengel, Suriname
- PBN – Porto Amboim, Angola
- PBO – Paraburdoo, Australie-Occidentale, Australie
- PBP – Aérodrome de Punta Islita, Costa Rica
- PBQ – Pimenta Bueno, Rondônia, Brésil
- PBR – Aérodrome de Puerto Barrios, Guatemala
- PBS – Patong Beach, Thaïlande
- PBU – Putao, Birmanie
- PBV – Porto dos Gaúchos, Mato Grosso, Brésil
- PBW – Palibelo, Indonésie
- PBY – Kayenta (Bedard Field), Arizona, États-Unis
- PBZ – Aérodrome de Plettenberg Bay, Afrique du Sud

## PC
- PCA – Portage Creek, Alaska, États-Unis
- PCB – Aérodrome de Pondok Cabe, Indonésie
- PCC – Puerto Rico, Colombie
- PCD – Prairie du Chien, Wisconsin, États-Unis
- PCE – Painter Creek, Alaska, États-Unis
- PCF – Potchefstroom, Afrique du Sud
- PCG – Paso Caballos, Guatemala
- PCH – Palacios, Honduras
- PCK – Porcupine Creek, Alaska, États-Unis
- PCL – Pucallpa, Pérou
- PCM – Playa del Carmen, Mexique
- PCN – Picton, Nouvelle-Zélande
- PCO – Punta Colorada, Mexique
- PCP – Aéroport de Principe, Sao Tomé-et-Principe
- PCR – Aéroport Germán-Olano, Puerto Carreño, Colombie
- PCS – Picos, Piauí, Brésil
- PCT – Princeton (Rocky Hill), New Jersey, États-Unis
- PCU – Picayune (Pearl River County), Mississippi, États-Unis
- PCV – Punta Chivato, Mexique
- PCW – Port Clinton (Carl R. Keller Field), Ohio, États-Unis
- PCZ – Puerto La Cruz, Venezuela

## PD
- PDA – Puerto Inírida, Colombie
- PDB – Pedro Bay, Alaska, États-Unis
- PDC – Muéo, Nouvelle-Calédonie, France
- PDD – Ponta do Ouro, Mozambique
- PDE – Pandie Pandie, Australie-méridionale, Australie
- PDF – Prado, Bahia, Brésil
- PDG – Aéroport international de Padang, Indonésie
- PDI – Pindiu, Papouasie-Nouvelle-Guinée
- PDK – Atlanta (Dekalb-Peachtree), Géorgie, États-Unis
- PDL – Aéroport de Ponta Delgada, Azores, Portugal
- PDM – Pedasí, Panama
- PDN – Parndana, Australie-méridionale, Australie
- PDO – Pendopo, Indonésie
- PDP – Punta del Este (El Jacuel), Uruguay
- PDR – Presidente Dutra, Maranhão, Brésil
- PDS – Aéroport international de Piedras Negras, Mexique
- PDT – Pendleton, Oregon, États-Unis
- PDU – Paysandú, Uruguay
- PDV – Aéroport de Plovdiv, Bulgarie
- PDX – Aéroport international de Portland, Oregon, États-Unis
- PDZ – Pedernales, Venezuela

## PE
- PEA – Penneshaw, Australie-Méridionale, Australie
- PEB – Pebane, Mozambique
- PEC – Pelican (Hydroaéroport), Alaska, États-Unis
- PED – Pardubice, République tchèque
- PEE – Aéroport international de Perm, Russie
- PEF – Peenemünde, Allemagne
- PEG – Aéroport de Pérouse-Sant'Egidio, Italie
- PEH – Pehuajó (Comodoro Zanni), Argentine
- PEI – Aéroport international Matecaña, Colombie
- PEK – Aéroport international de Pékin, Chine
- PEL – Pelaneng, Lesotho
- PEM – Puerto Maldonado (Padre Aldamiz), Pérou
- PEN – Aéroport international de Penang, Malaisie
- PEP – Peppimenarti, Territoire du Nord, Australie
- PEQ – Pecos, Texas, États-Unis
- PER – Aéroport de Perth, Australie-Occidentale, Australie
- PES – Aéroport de Petrozavodsk, Carélie, Russie
- PET – Aéroport international de Pelotas, Rio Grande do Sul, Brésil
- PEU – Aéroport de Puerto Lempira, Honduras
- PEV – Aéroport international de Pécs-Pogány, Hongrie
- PEW – Aéroport international de Peshawar, Pakistan
- PEX – Petchora, République des Komis, Russie
- PEY – Penong, Australie-Méridionale, Australie
- PEZ – Penza, Penza, Russie

## PF
- PFA – Paf Warren, Alaska, États-Unis
- PFB – Passo Fundo, Rio Grande do Sul, Brésil
- PFC – Pacific City (State Airport), Oregon, États-Unis
- PFD – Fort Frederick, Alaska, États-Unis
- PFJ – Aérodrome de Patreksfjörður, Islande
- PFM – Wood Buffalo (Primrose), Alberta, Canada
- PFN – Panama City (Comté de Bay), Floride, États-Unis (fermé en 2010)
- PFO – Aéroport international de Paphos, Chypre
- PFQ – Parsabad, Iran
- PFR – Aéroport d'Ilebo, République démocratique du Congo

## PG
- PGA – Page, Arizona, États-Unis
- PGB – Pangoa, Papouasie-Nouvelle-Guinée
- PGC – Petersburg (Comté de Grant), Virginie-Occidentale, États-Unis
- PGD – Aéroport de Punta Gorda (Comté de Charlotte), Floride, États-Unis
- PGE – Yegepa, Papouasie-Nouvelle-Guinée
- PGF – Aéroport de Perpignan-Rivesaltes, France
- PGG – Progresso, Rio Grande do Sul, Brésil
- PGH – Pantnagar, Uttarakhand, Inde
- PGI – Chitato (Dundo), Angola
- PGK – Aéroport Depati Amir, Indonésie
- PGL – Pascagoula (Trent Lott International), Mississippi, États-Unis
- PGM – Port Graham, Alaska, États-Unis
- PGN – Pangia, Hautes-Terres méridionales, Papouasie-Nouvelle-Guinée
- PGO – Stevens Field, Colorado, États-Unis
- PGP – Porto Alegre, São Tomé-et-Príncipe
- PGR – Paragould (Kirk Field), Arkansas, États-Unis
- PGS – Peach Springs (Grand Canyon Caverns), Arizona, États-Unis
- PGU – Aéroport du Golfe persique, Iran
- PGV – Greenville (Comté de Pitt), Caroline du Nord, États-Unis
- PGX – Aéroport Périgueux-Bassillac, France
- PGZ – Aéroport de Ponta Grossa, Paraná, Brésil

## PH
- PHA – Phan Rang - Tháp Chàm, Viêt Nam
- PHB – Parnaíba, Piauí, Brésil
- PHC – Aéroport international de Port Harcourt, Nigeria
- PHD – New Philadelphia (Harry Clever Field), Ohio, États-Unis
- PHE – Aéroport de Port Hedland, Australie-Occidentale, Australie
- PHF – Newport News/Williamsburg, Virginie, États-Unis
- PHG – Base aérienne de Port Harcourt, Nigéria
- PHH – Phan Thiết, Viêt Nam
- PHI – Pinheiro, Maranhão, Brésil
- PHJ – Port Hunter, Nouvelle-Galles du Sud, Australie
- PHK – Pahokee (Comté en Palm Beach), Floride, États-Unis
- PHL – Aéroport international de Philadelphie, Pennsylvanie, États-Unis
- PHM – Böblingen, Allemagne
- PHN – Port Huron (Comté de Saint Clair), Michigan, États-Unis
- PHO – Aéroport de Point Hope, Alaska, États-Unis
- PHP – Philip, Dakota du Sud, États-Unis
- PHQ – Phosphate Hill (The Monument Airport), Queensland, Australie
- PHR – Pacific Harbour, Fidji
- PHS – Aéroport de Phitsanulok, Thaïlande
- PHT – Paris (Comté de Henry), Tennessee, États-Unis
- PHU – Phú Vihn, Viêt Nam
- PHW – Aérodrome Hendrik Van Eck de Phalaborwa, Afrique du Sud
- PHX – Aéroport international Sky Harbor de Phoenix, Arizona, États-Unis
- PHY – Phetchabun, Thaïlande

## PI
- PIA – Peoria, Illinois, États-Unis
- PIB – Laurel/Hattiesburg, Mississippi, États-Unis
- PIC – Pine Cay, Îles Turques-et-Caïques, Royaume-Uni
- PID – Paradise Island, Bahamas
- PIE – Aéroport international de St. Petersburg-Clearwater, Floride, États-Unis
- PIF – Pine Belt, Mississippi, États-Unis
- PIG – Pitinga, Amazonas, Brésil
- PIH – Pocatello, Idaho, États-Unis
- PII – Fairbanks (Aéroport Phillips), Alaska, États-Unis
- PIK – Aéroport international de Glasgow Prestwick, Écosse, Royaume-Uni
- PIL – Pilar, Paraguay
- PIM – Pine Mountain (Comté de Harris), Géorgie, États-Unis
- PIN – Aéroport de Parintins, Amazonas, Brésil
- PIO – Pisco, Pérou
- PIP – Pilot Point, Alaska, États-Unis
- PIQ – Pipillipai, Guyana
- PIR – Pierre, Dakota du Sud, États-Unis
- PIS – Aéroport de Poitiers-Biard, France
- PIT – Aéroport international de Pittsburgh, Pennsylvanie, États-Unis
- PIU – Piura, Pérou
- PIN – Pirapora, Minas Gerais, Brésil
- PIW – Pingtung, Taïwan
- PIX – Aéroport de Pico, Açores, Portugal
- PIZ – Point Lay, Alaska, États-Unis

## PJ
- PJA – Aérodrome de Pajala, Suède
- PJB – Payson, Arizona, États-Unis
- PJC – Aérodrome Augusto Roberto Fuster, Paraguay
- PJG – Panjgur, Pakistan
- PJM – Aérodrome de Puerto Jiménez, Costa Rica
- PJS – Port San Juan, Alaska, États-Unis
- PJY – Pinckneyville/Du Quoin, Illinois, États-Unis
- PJZ – Puerto Juárez, Mexique

## PK
- PKA – Napaskiak, Alaska, États-Unis
- PKB – Parkersburg (Comté de Wood), Virginie-Occidentale, États-Unis
- PKC – Aéroport de Petropavlovsk-Kamtchatski, Russie
- PKD – Park Rapids, Minnesota, États-Unis
- PKE – Parkes, Nouvelle-Galles du Sud, Australie
- PKF – Park Falls, Wisconsin, États-Unis
- PKG – Île de Pangkor, Malaisie
- PKH – Pórto Chéli, Grèce
- PKJ – Playa Grande, Guatemala
- PKK – Pakokku, Birmanie
- PKL – Île Pakotoa, Nouvelle-Zélande
- PKM – Port Kaituma, Guyana
- PKN – Aéroport Iskandar, Indonésie
- PKO – Aérodrome de Parakou, Bénin
- PKP – Aérodrome de Puka Puka, Polynésie française, France
- PKR – Aéroport de Pokhara, Népal
- PKS – Paksane, Laos
- PKT – Port Keats, Territoire du Nord, Australie
- PKU – Aéroport international Sultan-Syarif-Qasim-II, Indonésie
- PKV – Aérodrome Princesse Olga de Pskov, Russie
- PKW – Selebi-Phikwe, Botswana
- PKX – Aéroport international de Pékin-Daxing, Chine
- PKY – Aéroport Tjilik Riwut, Indonésie
- PKZ – Aéroport de Paksé, Laos

## PL
- PLA – Planadas, Colombie
- PLB – Plattsburgh (Comté de Clinton), New York, États-Unis
- PLC – Planeta Rica, Colombie
- PLD – Playa Samara, Costa Rica
- PLE – Paiela, Papouasie-Nouvelle-Guinée
- PLF – Aérodrome de Pala, Tchad
- PLG – La Plagne, France
- PLH – Plymouth (Aéroport Roborough), Angleterre, Royaume-Uni
- PLI – Palm Island, Saint-Vincent-et-les-Grenadines
- PLJ – Aérodrome de Placencia, Belize
- PLK – Point Lookout (Comté de Taney), Missouri, États-Unis
- PLL – Manaus (Air Force Base), Amazonas, Brésil
- PLM – Aéroport international Sultan-Mahmud-Badaruddin-II, Indonésie
- PLN – Pellston (Comté d'Emmet), Michigan, États-Unis
- PLO – Port Lincoln, Australie-Occidentale, Australie
- PLP – La Palma, îles Canaries, Espagne
- PLQ – Aéroport international de Palanga, Lituanie
- PLR – Pell City (Comté de Saint Clair), Alabama, États-Unis
- PLS – Aéroport international de Providenciales, Îles Turques-et-Caïques, Royaume-Uni
- PLT – Plato, Colombie
- PLU – Belo Horizonte, Minas Gérais, Brésil
- PLV – Aéroport de Poltava, Ukraine
- PLW – Aéroport de Palu-Mutiara, Indonésie
- PLX – Aéroport de Semeï, Kazakhstan
- PLY – Plymouth, Indiana, États-Unis
- PLZ – Aéroport de Port Elizabeth, Afrique du Sud

## PM
- PMA – Aérodrome de Pemba Karume, Tanzanie
- PMB – Pembina, Dakota du Nord, États-Unis
- PMC – Aéroport El Tepual de Puerto Montt, Chili
- PMD – Palmdale (Air Force), Californie, États-Unis
- PME – Portsmouth, Angleterre, Royaume-Uni
- PMF – Aéroport de Parme, Italie
- PMG – Ponta Pora, Mato Grosso do Sul, Brésil
- PMH – Portsmouth, Ohio, États-Unis
- PMI – Aéroport de Palma de Majorque, Îles Baléares, Espagne
- PMK – Palm Island, Queensland, Australie
- PML – Cold Bay (Port Moller), Alaska, États-Unis
- PMM – Phanom Sarakham, Thaïlande
- PMN – Pumani, Papouasie-Nouvelle-Guinée
- PMO – Aéroport de Palerme, Sicile, Italie
- PMP – Pimaga, Papouasie-Nouvelle-Guinée
- PMQ – Perito Moreno, Argentine
- PMR – Palmerston North, Nouvelle-Zélande
- PMS – Palmyre, Syrie
- PMT – Paramakatoi, Guyana
- PMU – Paimiut, Alaska, États-Unis
- PMV – Aéroport International Del Caribe Santiago Mariño, Venezuela
- PMW – Palmas, Tocantins, Brésil
- PMX – Palmer (Metropolitan Airport), Massachusetts, États-Unis
- PMY – Puerto Madryn (El Tehuelche), Argentine
- PMZ – Aérodrome de Palmar Sur, Costa Rica

## PN
- PNA – Aéroport de Pampelune, Espagne
- PNB – Porto Nacional, Tocantins, Brésil
- PNC – Ponca City, Okhlaoma, États-Unis
- PND – Aéroport de Punta Gorda, Belize
- PNE – Aéroport de Philadelphie Nord-Est, Pennsylvanie, États-Unis
- PNF – Petersons Point, Alaska, États-Unis
- PNG – Aérodrome de Paranaguá, Paraná, Brésil
- PNH – Aéroport international de Phnom Penh, Cambodge
- PNI – Aéroport international de Pohnpei, Micronésie
- PNJ – Penglai, Shandong, Chine
- PNK – Aéroport Supadio, Indonésie
- PNL – Aérodrome de Pantelleria, Italie
- PNN – Princeton (Comté de Washington), Maine, États-Unis
- PNO – Punoteca, Mexique
- PNP – Popondetta, Papouasie-Nouvelle-Guinée
- PNQ – Aéroport de Pune, Inde
- PNR – Aéroport international Agostinho-Neto, République du Congo
- PNS – Aéroport de Pensacola, Floride, États-Unis
- PNT – Puerto Natales (Aéroport Teniente Julio Gallardo), Chili
- PNU – Panguitch, Utah, États-Unis
- PNV – Panevėžys, Lituanie
- PNX – Sherman/Denison (Comté de Grayson), Texas, États-Unis
- PNY – Aéroport de Pondichéry, Inde
- PNZ – Aéroport de Petrolina, Pernambouc, Brésil

## PO
- POA – Aéroport international de Porto Alegre, Rio Grande do Sul, Brésil
- POB – Pope Air Force Base, Caroline du Nord, États-Unis
- POC – La Verne (Brackett Field), Californie, États-Unis
- POD – Aérodrome de Podor, Sénégal
- POE – Fort Polk (Army Air Field), Louisiane, États-Unis
- POF – Poplar Bluff, Missouri, États-Unis
- POG – Aéroport international de Port-Gentil, Gabon
- POH – Pocahontas, Iowa, États-Unis
- POI – Aéroport Capitán Nicolás-Rojas, Bolivie
- POJ – Patos de Minas, Minas Gerais, Brésil
- POL – Aérodrome de Pemba, Mozambique
- POM – Aéroport de Port Moresby-Jacksons, Papouasie-Nouvelle-Guinée
- PON – Poptún, Guatemala
- POO – Poços de Caldas, Minas Gerais, Brésil
- POP – Aéroport international Gregorio-Luperón, République dominicaine
- POQ – Polk Inlet, Alaska, États-Unis
- POR – Aéroport de Pori, Finlande
- POS – Aéroport de Piarco, Trinité-et-Tobago
- POT – Port Antonio, Jamaïque
- POU – Poughkeepsie (Comté de Dutchess), New York, États-Unis
- POV – Prešov, Slovaquie
- POW – Aéroport de Portorož, Slovénie
- POX – Aéroport de Pontoise - Cormeilles-en-Vexin, France
- POY – Powell, Wyoming, États-Unis
- POZ – Aéroport de Poznań-Ławica, Pologne

## PP
- PPA – Pampa (Perry Lefors Field), Texas, États-Unis
- PPB – Aéroport de Presidente Prudente, São Paulo, Brésil
- PPC – Prospect Creek, Alaska, États-Unis
- PPD – Humacao, Porto Rico, États-Unis
- PPE – Puerto Peñasco, Mexique
- PPF – Parsons (Aéroport Tri-City), Kansas, États-Unis
- PPG – Aéroport de Pago Pago, Samoa américaines, États-Unis
- PPH – Peraitepuys, Venezuela
- PPI – Port Pirie, Australie-Méridionale, Australie
- PPJ – Île Pajang, Indonésie
- PPK – Petropavlovsk-Kamtchatski, Kamtchatka, Russie
- PPL – Aéroport de Phaplu, Népal
- PPM – Pompano Beach, Floride, États-Unis
- PPN – Popayán, Colombie
- PPO – Powell Point, Bahamas
- PPP – Proserpine, Queensland, Australie
- PPQ – Aéroport de la Côte de Kapiti, Nouvelle-Zélande
- PPR – Pasir Pangarayan, Indonésie
- PPS – Aéroport international de Puerto Princesa, Philippines
- PPT – Aéroport international Tahiti Faa'a, Polynésie française, France
- PPU – Papun, Birmanie
- PPV – Port Protection (Hydroaéroport), Alaska, États-Unis
- PPW – Aérodrome de Papa Westray, Écosse, Royaume-Uni
- PPX – Paran, Papouasie-Nouvelle-Guinée
- PPY – Pouso Alegre, Minas Gerais, Brésil
- PPZ – Puerto Páez, Venezuela

## PQ
- PQC – Ancien aéroport de Phú Quốc, Viêt Nam
- PQD – Batticaloa, Sri Lanka
- PQI – Aéroport international de Presque Isle, Maine, États-Unis
- PQM – Palenque, Mexique
- PQN – Pipestone, Minnesota, États-Unis
- PQQ – Port Macquarie, Nouvelle-Galles du Sud, Australie
- PQS – Pilot Station, Alaska, États-Unis

## PR
- PRA – Paraná (General Urquiza), Argentine
- PRB – Paso Robles, Californie, États-Unis
- PRC – Prescott (Ernest Love Field), Arizona, États-Unis
- PRD – Pardoo, Australie-Occidentale, Australie
- PRE – Pore, Colombie
- PRF – Port Johnson, Alaska, États-Unis
- PRG – Aéroport de Prague-Václav-Havel, République tchèque
- PRH – Phrae, Thaïlande
- PRI – Aéroport de Praslin, Seychelles
- PRJ – Capri, Italie
- PRL – Port Oceanic, Alaska, États-Unis
- PRM – Portimão, Portugal
- PRN – Aéroport international de Pristina, Kosovo
- PRO – Perry, Iowa, États-Unis
- PRP – Aérodrome de Propriano, France
- PRQ – Presidencia Roque Sáenz Peña, Argentine
- PRR – Paruima, Guyana
- PRS – Parasi, Îles Salomon
- PRT – Pointe Retreat, Alaska, États-Unis
- PRU – Prome, Birmanie
- PRV – Přerov, République tchèque
- PRW – Prentice, Wisconsin, États-Unis
- PRX – Paris (Cox Field), Texas, États-Unis
- PRY – Aéroport de Prétoria-Wonderboom, Afrique du Sud
- PRZ – Prineville, Oregon, États-Unis

## PS
- PSA – Aéroport international Galileo Galilei de Pise, Italie
- PSB – Philipsburg (comté de Centre), Pennsylvanie, États-Unis
- PSC – Pasco (Aéroport Tri-Cities), Washington, États-Unis
- PSD – Port-Saïd, Égypte
- PSE – Ponce (Aéroport Mercedita), Porto Rico, États-Unis
- PSF – Pittsfield, Massachusetts, États-Unis
- PSG – Petersburg, Alaska, États-Unis
- PSH – Sankt Peter-Ording, Allemagne
- PSI – Pasni, Pakistan
- PSJ – Poso, Indonésie
- PSK – Dublin (Aéroport de New River Valley), Virginie, États-Unis
- PSL – Perth, Écosse, Royaume-Uni
- PSM – Portsmouth (National Guard Base), New Hampshire, États-Unis
- PSN – Palestine, Texas, États-Unis
- PSO – Aéroport Antonio Nariño, Colombie
- PSP – Aéroport international de Palm Springs, Californie, États-Unis
- PSQ – Philadelphie (Hydroaéroport), Pennsylvanie, États-Unis
- PSR – Aéroport des Abruzzes, Italie
- PSS – Posadas, Argentine
- PST – Preston, Cuba
- PSU – Aérodrome de Pangsuma, Borneo, Indonésie
- PSV – Piste d'atterrissage de Papa Stour, Écosse, Royaume-Uni
- PSW – Passos, Minas Gerais, Brésil
- PSX – Palacios, Texas, États-Unis
- PSY – Aérodrome de Port Stanley, Îles Malouines, Royaume-Uni
- PSZ – Aéroport international de Puerto Suárez, Bolivie

## PT
- PTA – Port Alsworth Airport, Alaska, États-Unis
- PTB – Petersburg, Virgine, États-Unis
- PTC – Port Alice (Hydroaéroport), Alaska, États-Unis
- PTD – Port Alexander (Hydroaéroport), Alaska, États-Unis
- PTE – Port Stephens, Nouvelle-Galles du Sud, Australie
- PTF – Malololailai, Fidji
- PTG – Aéroport de Polokwane/Pietersburg, Afrique du Sud
- PTH – Port Heiden, Alaska, États-Unis
- PTI – Port Douglas, Queensland, Australie
- PTJ – Portland, Victoria, Australie
- PTK – Oakland/Pontiac, Michigan, États-Unis
- PTL – Port Armstrong, Alaska, États-Unis
- PTM – Palmarito, Venezuela
- PTN – Patterson/Morgan City, Louisiane, États-Unis
- PTO – Pato Branco, Paranà, Brésil
- PTP – Aéroport Guadeloupe - Pôle Caraïbes, Guadeloupe, France
- PTQ – Porto de Mos, Paranà, Brésil
- PTR – Pleasant Harbor, Alaska, États-Unis
- PTS – Pittsburg (Atkinson), Kansas, États-Unis
- PTT – Pratt, Kansas, États-Unis
- PTU – Platinum, Alaska, États-Unis
- PTV – Porterville, Californie, États-Unis
- PTW – Pottstown (Limerick), Pennsylvanie, États-Unis
- PTX – Pitalito, Colombie
- PTY – Aéroport international de Tocumen, Panama
- PTZ – Shell Mera, Pastaza, Équateur

## PU
- PUA – Puas, Papouasie-Nouvelle-Guinée
- PUB – Pueblo, Colorado, États-Unis
- PUC – Price (Comté de Carbon), Utah, États-Unis
- PUD – Puerto Deseado, Argentine
- PUE – Puerto Obaldía, Panama
- PUF – Aéroport Pau-Pyrénées, France
- PUG – Aéroport de Port Augusta, Australie méridionale, Australie
- PUH – Pochutla, Mexique
- PUI – Pureni, Papouasie-Nouvelle-Guinée
- PUJ – Aéroport international de Punta Cana, République dominicaine
- PUK – Aérodrome de Pukarua, Polynésie française, France
- PUL – Poulsbo (Hydroaéroport), Washington, États-Unis
- PUM – Pomalaa, Indonésie
- PUN – Punia, République démocratique du Congo
- PUO – Prudhoe Bay, Alaska, États-Unis
- PUP – Pô, Burkina Faso
- PUQ – Aéroport international Presidente Carlos Ibáñez del Campo, Chili
- PUR – Puerto Rico, Bolivie
- PUS – Aéroport international de Gimhae, Corée du Sud
- PUT – Aéroport de Puttaparthi, Inde
- PUU – Puerto Asís, Colombie
- PUW – Pullman/Moscow, Washington, États-Unis
- PUY – Aéroport de Pula, Croatie
- PUZ – Puerto Cabezas, Nicaragua

## PV
- PVA – Île de la Providence, Colombie
- PVB – Platteville (Comté de Grant), Wisconsin, États-Unis
- PVC – Provincetown, Massachussets, États-Unis
- PVD – Aéroport T. F. Green de Providence, Rhode Island, États-Unis
- PVE – El Porvenir, Panama
- PVF – Placerville, Californie, États-Unis
- PVG – Aéroport international de Shanghai-Pudong, Chine
- PVH – Porto Velho, Rondônia, Brésil
- PVI – Paranavaí, Paraná, Brésil
- PVK – Aéroport d'Aktion, Grèce
- PVN – Pleven, Bulgarie
- PVO – Portoviejo, Équateur
- PVR – Aéroport de Puerto Vallarta, Mexique
- PVS – Providenia, Magadan, Russie
- PVU – Provo, Utah, États-Unis
- PVW – Plainview (Comtdé de Hale), Texas, États-Unis
- PVY – Pope-Vannoy Landing, Alaska, États-Unis
- PVZ – Painesville (Casement), Ohio, États-Unis

## PW
- PWA – Oklahoma City (Wiley Post), Oklahoma, États-Unis
- PWD – Plentywood (Sher-Wood), Montana, États-Unis
- PWE – Pevek, Magadan, Russie
- PWI – Pawi (Beles), Éthiopie
- PWK – Chicago (Wheeling), Illinois, États-Unis
- PWL – Purwokerto, Indonésie
- PWM – Aéroport international de Portland, Maine, États-Unis
- PWN – Pitts Town, Bahamas
- PWO – Pweto, République démocratique du Congo
- PWQ – Aéroport de Pavlodar, Kazakhstan
- PWR – Port Walter (Hydroaéroport), Alaska, États-Unis
- PWT – Bremerton, Washington, États-Unis
- PWY – Pinedale, Wyoming, États-Unis

## PX
- PXA – Pagar Alam, Indonésie
- PXH – Prominent Hill, Australie-Méridionale, Australie
- PXL – Polacca, Arizona, États-Unis
- PXM – Aéroport international de Puerto Escondido, Mexique
- PXO – Aéroport de Porto Santo, Madère, Portugal
- PXR – Surin, Thaïlande
- PXU – Aéroport de Pleiku, Viêt Nam

## PY
- PYA – Puerto Boyacá, Colombie
- PYB – Jeypore, Odisha, Inde
- PYC – Playón Chico, Panama
- PYE – Penrhyn, Îles Cook
- PYG – Pakyong, Sikkim, Inde
- PYH – Aéroport Cacique Aramare, Venezuela
- PYJ – Poliarny, République de Sakha, Russie
- PYK – Karadj, Iran
- PYL – Perry Island (Hydroaéroport), Alaska, États-Unis
- PYM – Plymouth, Massachusetts, États-Unis
- PYN – Payán, Colombie
- PYO – Putumayo, Équateur
- PYR – Pyrgos, Grèce
- PYS – Paradise (Skypark), Californie, États-Unis
- PYV – Yaviza, Panama
- PYX – Pattaya, Thaïlande

## PZ
- PZA – Paz de Ariporo, Colombie
- PZB – Aérodrome de Pietermaritzburg, Afrique du Sud
- PZE – Penzance (Héliport), Angleterre, Royaume-Uni
- PZH – Zhob, Pakistan
- PZI – Aéroport de Panzhihua Bao'anying, Chine
- PZK – Pukapuka, Îles Cook
- PZL – Zulu Inyala Airport (d) , Afrique du Sud
- PZO – Aéroport international Manuel Carlos Piar, Venezuela
- PZQ – Rogers City (Comté de Presque Isle), Michigan, États-Unis
- PZS – Temuco (Aéroport Maquehue), Chili
- PZU – Aéroport de Port-Soudan, Soudan
- PZY – Piešťany, Slovaquie